# Heartland (bokserie)
Heartland är en serie på tjugofem böcker av Lauren Brooke som handlar om den 15-åriga Amy Fleming som bor med sin mamma Marion Fleming. De bor på en hästgård i Virginia, och sköter om sitt stall som har namnet Heartland, där Marion och Amy Fleming hjälper hästar som har det svårt och ger dem en andra chans. Bland annat hästar som inte vill gå in i hästtransport och hästar som kastar av sin ryttare. I detta stall finns också 18-åriga Ty som är hästskötare. Amys 23-åriga syster Lou bor också på gården. 
Heartland är en berättelse om kärlek och respekt för människor och djur, om sorgen och saknaden efter en älskad mamma och kampen för att fortsätta hennes livsverk, att lyssna på och kommunicera med hästar.
Böckerna handlar också om våga släppa taget och ta risker men också våga hålla fast vid det gamla.
Rekommenderas till alla hästälskare som gillar att läsa lite sorgliga men ändå fina och välskrivna böcker.